# San Mateo (Alajuela)
San Mateo is een stadje (ciudad) en deelgemeente (distrito) in Costa Rica in de provincie Alajuela en is tevens de hoofdplaats van de gelijknamige gemeente (cantón). San Mateo ligt ruim 250 meter boven de zeespiegel. Het ligt op 44 km van de provinciehoofdplaats Alajuela en op 53 km van San José, de hoofdstad van het land.